# Bimota HB3
La HB3 est un modèle de motocyclette de la marque italienne Bimota présenté lors du salon de Misano Adriatico en 1983. Elle est l'œuvre de Massimo Tamburini.

## Description
Le moteur provient de la Honda CB1100F (en). C'est un quatre cylindres en ligne, quatre temps, refroidi par air et alimenté par quatre carburateurs Keihin de 33 mm, développant 110 chevaux à 8 500 tr/min et pratiquement 10 mkg à 7 500 tr/min.
La moto pèse 239 kg à sec et le constructeur annonce plus de 250 km/h en vitesse de pointe.
Ce moteur est enchâssé dans un cadre composé de quatre éléments en acier. Deux font office de berceaux et passent sous le moteur tandis que deux encerclent le moteur à droite et à gauche à la manière d'un cadre périmétrique.
La fourche télescopique de marque Italia utilise des tubes en magnésium et le monoamortisseur arrière est un  De Carbon. Ils sont respectivement réglable en huit et dix positions.
Le bras oscillant est en alliage d'acier au chrome-molybdène.
Le freinage est assuré par Brembo, avec trois disques de 280 mm de diamètre.
La HB3 était disponible avec un demi-carénage ou un carénage intégral. Il en sortira respectivement 43 et 58 exemplaires.
Elle pouvait arborer, au choix, quatre coloris. Soit blanche avec des bandes rouges et bleus, soit blanche avec des bandes rouges et vertes, soit blanche avec deux bandes rouges, soit grise unie. Ces coloris paraîtront respectivement à 24, 46, 29 et 2 exemplaires.
Enfin, la HB3 pouvait être commandée montée ou en kit. Il y eut 24 machines demi-carénée montées et 19 en kit, et 54 machines montées complètement carénées et 4 en kit.